# Stazione di Nirasaki
La stazione di Nirasaki (韮崎駅?, Nirasaki-eki) è una stazione ferroviaria della città omonima, nella prefettura di Yamanashi, e serve la linea linea principale Chūō della JR East. Dista 147 km dal capolinea di Tokyo.

## Linee
East Japan Railway Company
■ Linea principale Chūō

## Struttura
La stazione è dotata di un marciapiede a isola centrale con due binari passanti in terrapieno, collegato al fabbricato viaggiatore da un sottopassaggio.
| 1 | ■ Linea principale Chūō | per Kami-Suwa e Matsumoto            |
| 2 | ■ Linea principale Chūō | per Kōfu, Hachiōji, Shinjuku e Tokyo |

## Stazioni adiacenti
| «                     | Servizio              | »                     |
| Linea principale Chūō | Linea principale Chūō | Linea principale Chūō |
| --------------------- | --------------------- | --------------------- |
| Shiozaki              | -                     | Shimpu                |